# Emiratul de Nejd și Hasa
Emiratul de Njed și Hasa, cunoscut de istorici și ca Emiratul de Riad, a fost al treilea stat saudit, care a existat între 1902 și 1921. Emiratul a fost condus de casa de Saud pe tot parcursul existenței sale. Statul s-a format după capturarea de către saudiți a Riadului, în urma bătăliei de la Riad împotriva emiratului de Ha'il condus de casa Rashid.